# Oberhausen
Oberhausen je město v Severním Porýní-Vestfálsku v Německu. Leží v Porúří, 35 km severně od Düsseldorfu na březích řeky Emscher. Žije zde přibližně 211 tisíc obyvatel.

## Historie
Území, na němž se dnes Oberhausen nachází, patřilo do roku 1862 mnoha různým dominiím. V roce 1862 byl následkem rozvoje uhelných dolů a továrny na ocel vytvořen nový správní obvod, což způsobilo příliv obyvatel. Jméno pochází z názvu železniční stanice (postavené v roce 1847), která naopak převzala jméno z bydliště místního aristokrata – "Zámek Oberhausen". Brzy nato byla Oberhausenu v roce 1847 udělena městská práva a během svého růstu koncem 19. století absorboval několik sousedních čtvrtí. V roce 1929 byla do Oberhausenu včleněna města Sterkrade a Osterfeld a tak vytvořily město v podobě, v jaké existuje dnes.

## Demografie
V roce 2006 žilo ve městě 218181 obyvatel.
- 0–18 let: 18,2 %
- 18–64 let: 62,9 %
- nad 65 let: 18,9 %

Míra nezaměstnanosti je celkem vysoká – 13,2 % (leden 2007), stejně jako míra zahraniční populace – 12,4 %.

## Průmysl
Stejně jako v jiných městech v Porúří se průmysl v Oberhausenu soustředil až do konce 60. let především na těžbu a výrobu oceli. Srdcem průmyslového komplexu byla velká železárna a ocelárna Thyssen. V druhé polovině 20. století toto odvětví pokleslo, poslední uhelný důl byl uzavřen v roce 1992 a ocelárna byla postupně uzavírána až do roku 1997. Během tohoto procesu přišlo o práci více než 50 000 lidí. Dnes je město v procesu přetvoření na centrum maloobchodu a volného času. Stará část ocelárny byla přeměněna na "Neue Mitte Oberhausen" (Nový centrální Oberhausen) s velkým nákupním střediskem (CentrO), multifunkční arénou, zábavním parkem a kinem, stejně jako s kancelářemi a lehkým průmyslem. Další významné sektory zahrnují chemické procesy, strojní inženýrství a vzdělání.

## Panorama města
Díky své historii má Oberhausen 4 "městská centra": Alt-Oberhausen, Sterkrade a Osterfeld jsou běžnými městskými centry podobnými těm v jiných městech této oblasti, hlavně pro každodenní potřeby. Nové městské centrum se svým nákupním střediskem láká mnoho lidí ze vzdálenějších míst, protože nabízí rovněž větší množství výjimečných obchodů.
Městu chybí architektonická identita. Většina města je tvořena málo nebo středně hustě zalidněnými územími, většina z nich se datuje do 50.–70. let 20. století.

## Doprava

### Silniční
Oberhausen je dobře napojen na německou motoristickou síť.
- A2 (E34) (Oberhausen-Dortmund-Bielefeld-Hanover-Magdeburg-Berlín)
- A3 (E35) (z Arnhemu-Oberhausen-Kolín nad Rýnem-Frankfurt nad Mohanem-Würzburg-Norimberk-Pasov-do Lince)
- A40 (Rúrská rychlostní silnice, Venlo-Duisburg-Essen-Dortmund)
- A42 (Emscherská rychlostní silnice, Kamp-Lintford-Oberhausen-Gelsenkirchen-Dortmund)
- A516 (Motorová silnice z Oberhausenu do centra Oberhausenu)

### Železniční
Hlavní železniční stanicí ve městě je Oberhausen Hauptbahnhof. Ve stanici zastavují vlaky na delší vzdálenosti (některé jedou dokonce do Amsterdamu nebo Basileje), stejně jako regionální a místní vlaky. Regionální a místní dopravu obsluhují stanice Holten, Sterkrade a Osterfeld.

### Letiště
Nejbližším komerčním letištěm je Mezinárodní letiště Düsseldorf (asi 30 km), Letiště Dortmund (asi 50 km) a Letiště Weeze (asi 60 km).

### Vodní cesty
Město protíná kanál Rýn-Herne. Navíc jihozápadní část města obchází řeka Rúr, ale doprava na řece překlenuje toto napětí pomocí krátkého kanálu směrem na jih.

### Veřejná doprava
Městem vlastněná společnost "STOAG" poskytuje velké množství autobusových a tramvajových služeb. Je součástí dopravní asociace VRR, která zajišťuje celou oblast Porýní-Porúří.

## Pamětihodnosti
- "Neue Mitte" s nákupním centrem CentrO, mořským akváriem, CentrO arénou a CentrO.parkem (zábavním parkem).
- OLGA-Park, zahrada v Ostefeldu vytvořená pro zahradnickou show.
- Gasometr, velký plynojem přeměněný ve výstavní místo. Je zastávkou na Evropské cestě průmyslového dědictví.
- "Rheinisches Industriemuseum" (Průmyslové muzeum Porýní) se nachází ve starých továrnách na zinek.

## Sport
S asi 250 sportovními kluby je Oberhausen aktivní společností. Místní fotbalový tým SC Rot-Weiß Oberhausen hraje v současné době v Regionallize West, čtvrté německé nejvyšší fotbalové soutěži.

## Partnerská města
- Carbonia, Itálie, 2002
- Freital, Německo, 1990
- Iglesias, Itálie, 2002
- Mersin, Turecko, 2004
- Middlesbrough, Velká Británie, 1974
- Záporoží, Ukrajina, 1986

## Galerie

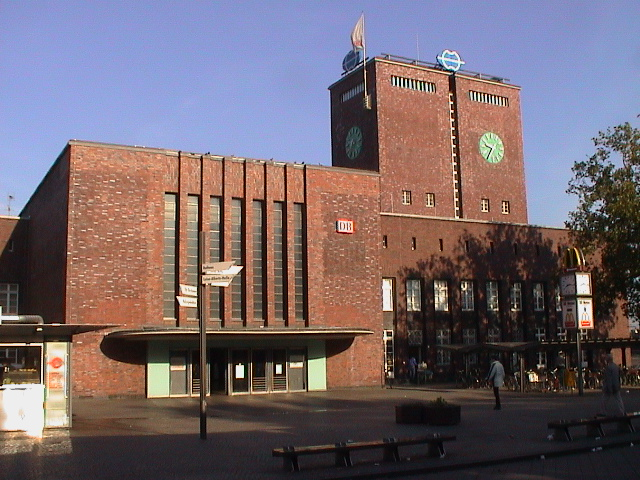
Hlavní nádraží
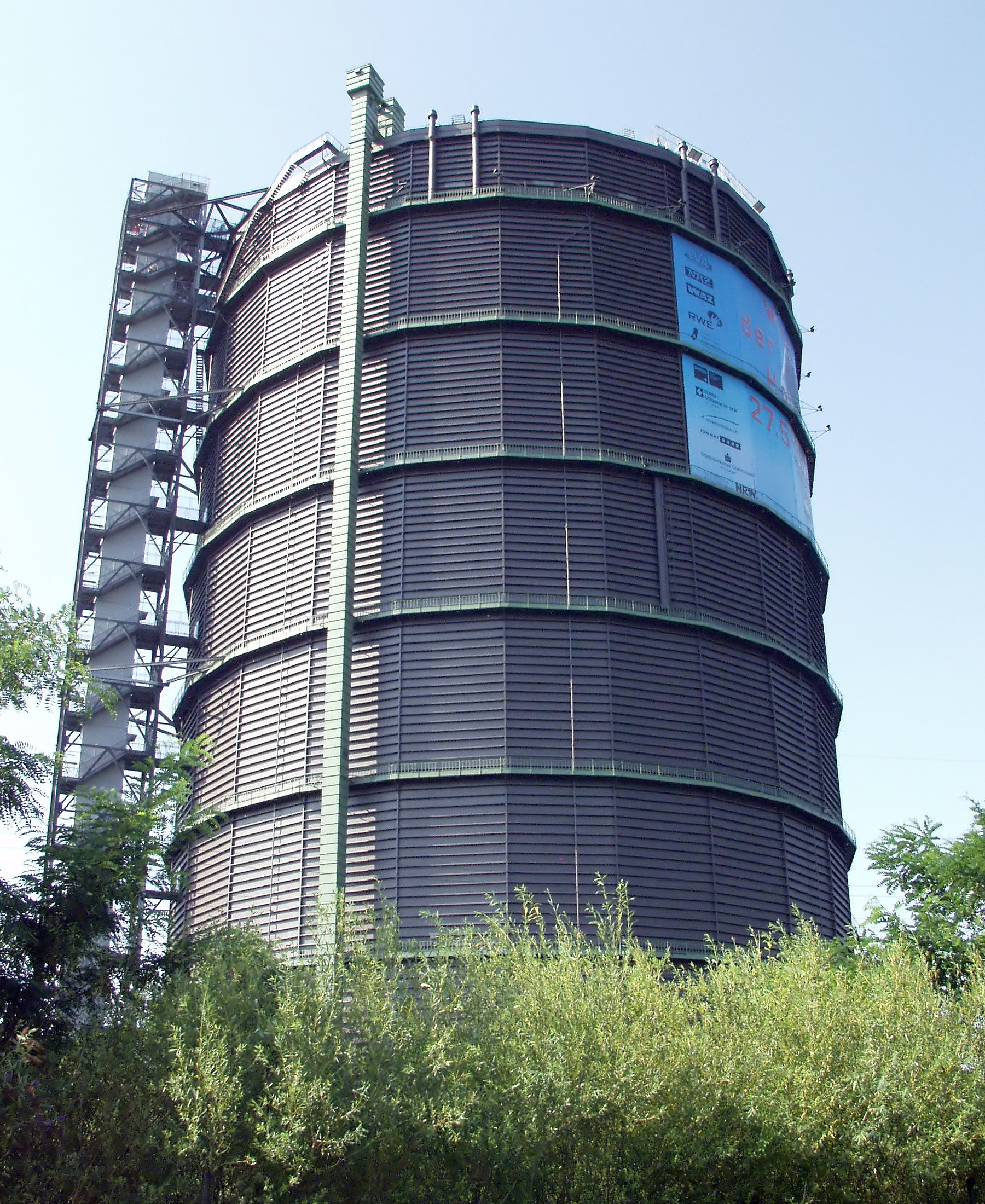
Plynojem
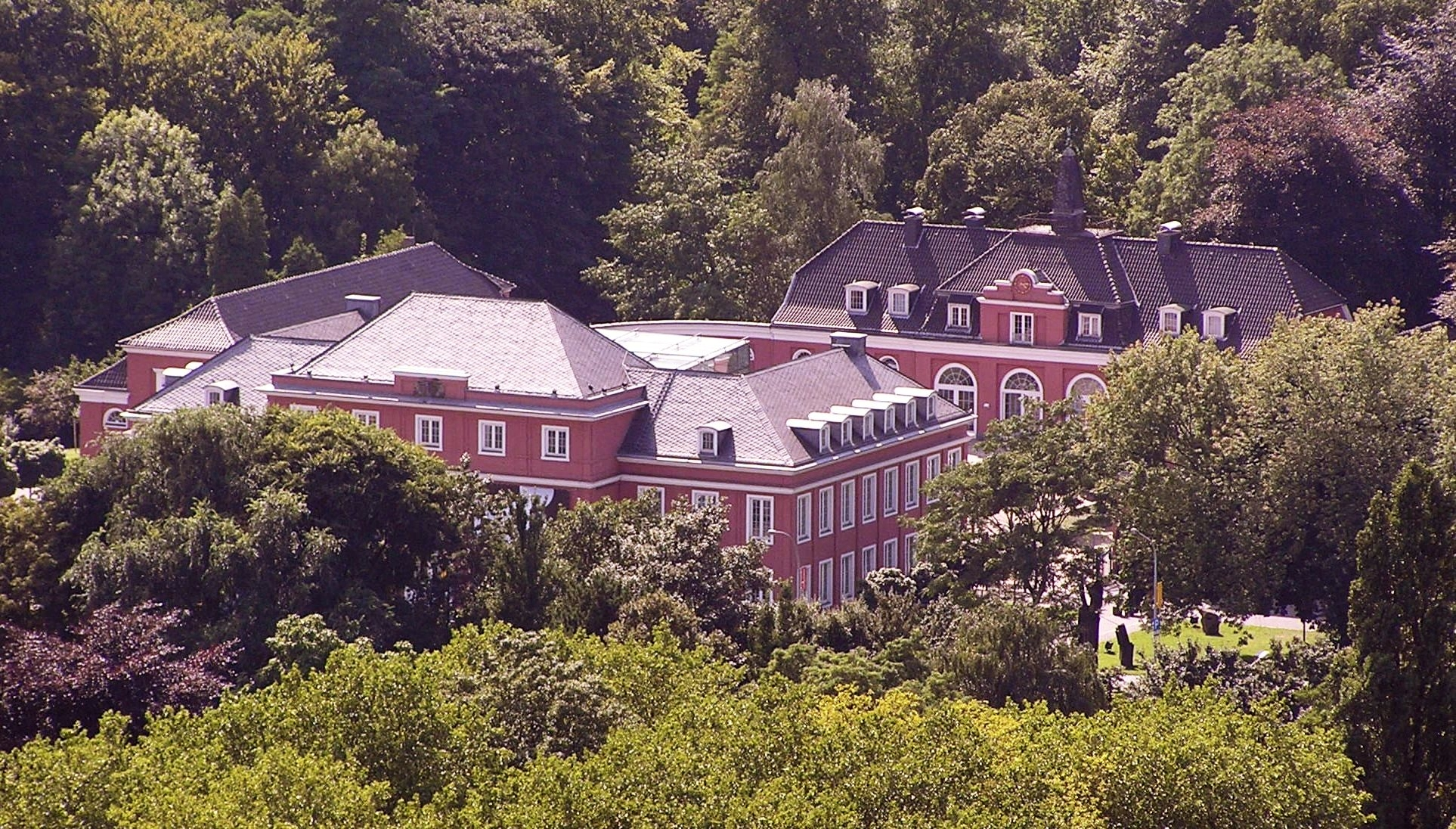
Zámek 'Schloss Oberhausen' pohledem od Gasometru
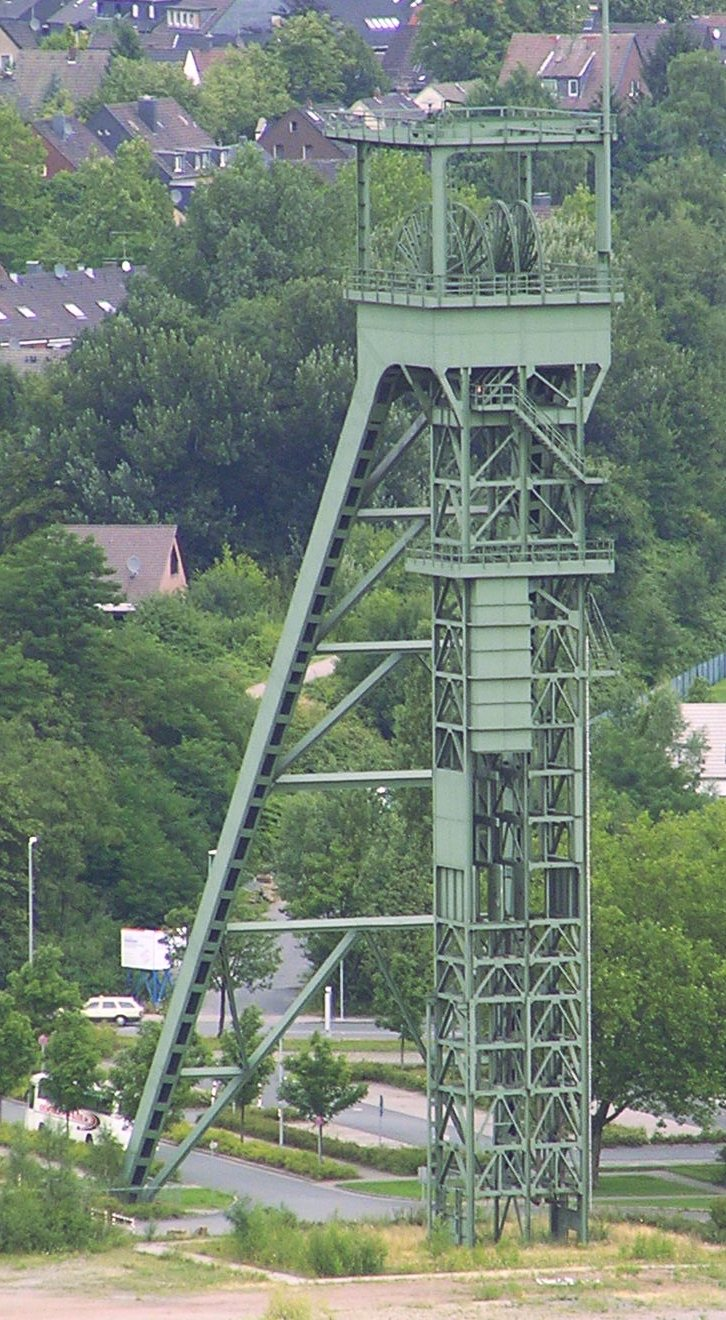
Stará těžební společnost 'Zeche Osterfeld'
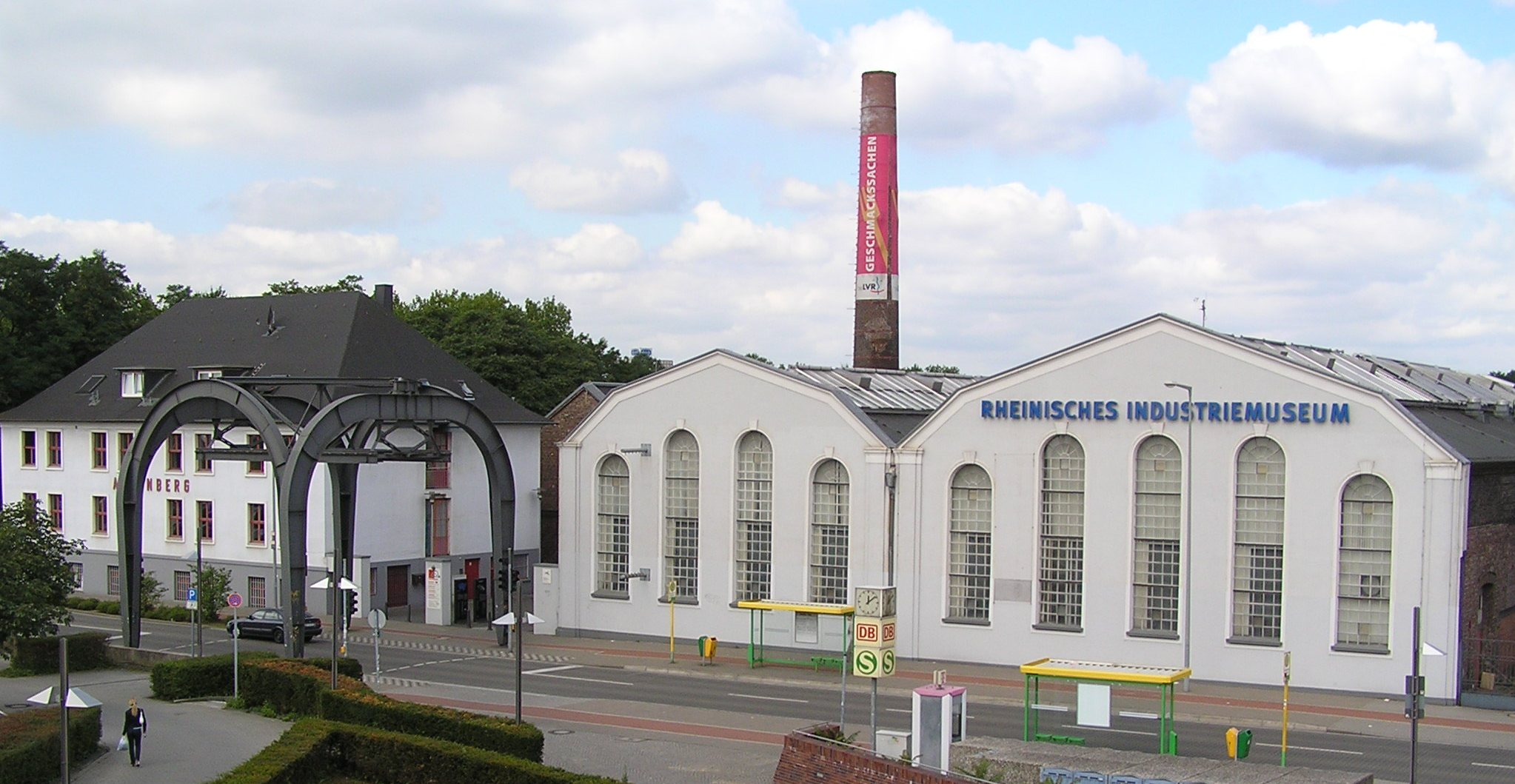
Průmyslové muzeum "Rheinisches Industriemuseum" (zinková metalurgie Altenberg)